# ديفيد ويلز (مترجم)
ديفيد ويلز (بالإنجليزية: David Wills)‏ هو مترجم أمريكي، ولد في 1953.